# 中芸広域連合

中芸広域連合

中芸広域連合（ちゅうげいこういきれんごう）は、高知県安芸郡安田町、田野町、奈半利町、北川村、馬路村により構成される広域連合である。

## 沿革
- 1970年(昭和45年) - 中芸消防組合設立
- 1971年(昭和46年) - 少年育成センター設立
- 1974年(昭和49年) - 中芸衛生組合設立
- 1998年(平成10年)7月1日 - 中芸広域連合発足
- 2000年(平成12年) - 介護認定事務開始
- 2001年(平成13年) - 中芸広域体育館開設
- 2003年(平成15年) - 中芸広域連合を介護保険者として運営開始
- 2008年(平成20年)9月 - 火葬場供用開始
- 2009年(平成21年) - 乳幼児健診などの母子保健、健康づくり事業、障害者自立支援事業などを各町村から移管。
- 2010年(平成22年) - 旧・魚梁瀬森林鉄道関連の業務を移管
- 2015年(平成27年)5月1日 - 消防本部・消防署を高知県安芸郡田野町1406番地1から同1440番地1に新築移転。

## 事業
- 消防及び救急に関する事務
- し尿処理に関する事務
- 少年の健全な育成指導及び補導に関する事務
- 中芸広域体育館の設置、管理及び運営に関する事務
- 介護保険制度に関する事務
- 広域ごみ処理施設の設置、管理及び運営に関する事務
- 火葬場の設置、管理及び運営に関する事務
- 保健福祉に関する事務
- 広域的な観光振興に関する事務
- 関係町村の企業立地に関する事務
- 全国健康福祉祭こうち大会ふれあいスポーツ交流大会（バウンドテニス）の準備及び開催に関する事務
- 広域計画の期間及び海底に関する事務

## 消防本部

### 主力機械
2018年4月1日現在
- 消防ポンプ自動車:3
- 積載車:2
- 水槽車：1
- 救助工作車:1
- 高規格救急自動車:3
- 司令車:1
- 広報車:1
- 二輪車:2
- 合計:14

### 組織
- 総務係
- 予防係
- 警防係
- 救急係

### 消防署
| 消防署             | 住所                  | 分所                          |
| ------------------ | --------------------- | ----------------------------- |
| 中芸広域連合消防署 | 安芸郡田野町1440番地1 | 馬路：安芸郡馬路村馬路447番地 |